# Louis Charbonneau-Lassay
Ne doit pas être confondu avec Louis Charbonneau.
Louis Charbonneau-Lassay (1871-1946), est un symboliste chrétien, également, archéologue, préhistorien, historien, iconographe, graveur, héraldiste, sigillographe, numismate et collectionneur d'objets anciens. Il pratiqua toutes ces activités dans le  prolongement de ses recherches . Son œuvre s'inscrit dans la mouvance traditionaliste, dans une optique exclusivement religieuse. Il entretint une longue relation épistolaire avec le métaphysicien René Guénon (1886-1951). Il est surtout passé à la postérité pour son ouvrage monumental le Bestiaire du Christ, dont la première édition parue en 1940, fait toujours autorité en matière d'emblématique christique et de symbolisme. Traduit en plusieurs langues, l’ouvrage est souvent réédité.

## Biographie
Louis Charles Joseph Charbonneau naquit le 18 janvier 1871 à Loudun, dans le Poitou, fils de Louis Charbonneau (1837-?) et de Marie Hélène Chaveneau (1836-?), domestique. Ses ancêtres paternels, dont le nom apparaît dès le XIe siècle dans la région poitevine, possédaient de nombreuses propriétés foncières, sans toutefois appartenir à la noblesse. Mais sa famille, après s'être scindée en deux branches distinctes, fut ruinée en raison de la troisième guerre de religion. En effet, en 1568, l'armée des Huguenots, alors commandée par Henri de Navarre, le futur roi de France Henri IV, assiégea Loudun et brûla de nombreux édifices religieux (églises, couvents, collégiales), et fit de même dans les villages alentour, sans épargner les fermes et autres bâtiments communs.
Leurs biens réduits en cendre, dans toute l'acception du terme, les Charbonneau ne s'en relevèrent pas, mais demeurèrent dans la région où ils avaient leurs racines. Ainsi, moins d'un siècle plus tard, un aïeul de Louis né en 1638, prénommé René, est mentionné en qualité de simple laboureur, dans les registres officiels de Lassay, un hameau proche de Loudun; nom qu'il accolera plus tard à son patronyme.
Le jeune Louis, né dans une famille pieuse, reçut une éducation catholique. Bien qu'étant d'une santé fragile, il montra cependant des dispositions certaines pour les études dès l'école primaire, alors prise en charge par la Congrégation enseignante des Frères de Saint Gabriel.
Tant et si bien qu'à la fin de sa scolarité, et après son noviciat, il y fut admis sous le nom de Frère René (sans doute parce que ce prénom fut porté par plusieurs de ses ancêtres, dont son grand-père paternel), et commença une carrière d'enseignant à Poitiers,
Parallèlement, il s'adonnait également à l'étude de l'archéologie auprès de Joseph-Toussaint Moreau de la Ronde, savant régional à l'origine d'importantes travaux de fouilles à Loudun, et auprès de qui il récupéra de nombreuses notes qui lui servirent plus tard à la publication de son ouvrage sur les châteaux de Loudun. Il signa ses premiers articles sur la Préhistoire du Poitou dès 1892.
Il fut bientôt amené à faire une rencontre déterminante dans sa formation, en la personne du Père Camille de La Croix, érudit jésuite, reconnu par l'ensemble de la communauté scientifique de l'époque. Membre influent de la Société des antiquaires de l'Ouest, établie à Poitiers, il convainquit Louis  Charbonneau d'y adhérer. Ainsi, douze ans plus tard, le Frère succédera au Père, à la mort de celui-ci, dans la fonction de questeur. Il rédigea également des articles pour la Revue Nationale d'anthropologie de Paris, et devint membre de la Société d'Archéologie de Nantes. Dès cette époque, il commença à rassembler et collectionner de nombreuses pièces archéologiques
Mais en mars 1903, un événement indépendant de sa volonté, allait orienter sa carrière dans une autre direction : l'arrivée au pouvoir du Radical Émile Combes; ce dernier, partisan avoué "d'une énergique laïcité", allait s'efforcer de veiller à une plus stricte application de la loi du 1er juillet 1901 relative au Droit des associations en France, qui stipule" que chaque Congrégation devra être autorisée par une loi et pourra être dissoute par simple décret."(art.14); ainsi, à compter du 11 mars 1903, les Congrégations religieuses masculines ne furent plus autorisées à enseigner (à compter de juillet pour les Congrégations féminines). Ce fut une étape de plus vers la Loi de séparation des Églises et de l'État, qui sera votée en 1905.
Ces détails montrent que, d'un point de vue historique, la famille Charbonneau aura subi deux bouleversements dus à l'intolérance religieuse, à plusieurs siècles d'intervalle. Car Louis, ou plutôt Frère René, n'ayant pas encore prononcé ses vœux définitifs, décida alors de retourner à la vie laïque, mais en promettant "de rester fidèle à son Dieu et à sa Religion, et de travailler de toute son âme à l'étude et à l'histoire de tout ce qui concerne le Catholicisme".
Dès lors, il continuera à publier de nombreux articles, et peu avant le début de la Première Guerre mondiale, il finalisera le travail entrepris par son premier Maître, et publiera L'Histoire des Châteaux de Loudun, d'après les fouilles archéologiques de Monsieur Moreau de la Ronde, qui parut en 1915.
Peu à peu, son intérêt pour le symbolisme se précisa, et il commencera bientôt sa double activité d'iconographe-graveur, concrétisant manuellement le fruit de ses observations. Quant à la numismatique, l'héraldique et la sigillographie, il s'y spécialisera également, ces domaines ayant toujours joué un rôle particulièrement important dans le symbolisme. À ses yeux, ces prolongements, essentiels pour ses recherches, n'étaient pluridisciplinaires qu'en apparence, et constituaient un tout indissociable.
À partir de 1928, il fut nommé correspondant des Beaux-Arts et fera classer, au titre des Monuments Historiques, de nombreux édifices de la région poitevine.
En 1938, il fut à l'origine de la fondation de la Société Historique du Loudunois, non pour concurrencer la célèbre Société des antiquaires de l'Ouest, mais dans le but de faire découvrir et aimer Loudun et le Loudunais, qui étaient chers à son cœur. Il en assumera la présidence jusqu'à sa mort. Son ami Pierre Delaroche lui succédera. Cette Société existe encore aujourd'hui.
Bien qu'ayant produit de nombreux articles depuis 1892, sa collaboration à la revue REGNABIT, de 1922 à 1929, puis dans Le Rayonnement Intellectuel, de 1931 à 1939, fut importante pour lui à un autre titre. En effet, ce fut à cette époque qu'il fit la connaissance du métaphysicien René Guénon, lequel devait également rédiger des articles pour REGNABIT, entre mars 1925 et novembre 1927. Sans être amis intimes, ils se rencontrèrent plusieurs fois à Loudun et entretinrent une correspondance cordiale de novembre 1924 jusqu’à la mort de l’érudit loudunois en 1946.
Ce qui rapprochait les deux personnalités, c'était leur intérêt commun pour le symbolisme, bien que leurs buts respectifs fussent différents (se reporter à l'article René Guénon pour plus de détails). Mais ils étaient d'accord sur un point essentiel à leurs yeux : l'incontestable existence d'une hermétique chrétienne au Moyen Âge, dont le rôle fut important.
Dans une certaine mesure, on peut dire que Louis Charbonneau Lassay fut « la » référence, pour René Guénon, en matière de symbolisme chrétien, et que celui-ci jouait le même rôle auprès de celui-là en matière de symbolisme en général. Mais cela ne signifiait pas que l'un des deux était subordonné à l'autre. Chacun suivait sa propre voie : l'un ne s'intéressait qu'à la tradition chrétienne, tandis que l'autre avait l'intention "de montrer le parfait accord du Christianisme avec toutes les autres formes de la tradition universelle", ainsi que le rappelle Michel Vâlsan (1907-1974), un autre ami de René Guénon, dans son introduction à un recueil posthume de ce dernier, Symboles fondamentaux de la science sacrée, dont la première édition parut chez Gallimard en 1962.
Louis Charbonneau Lassay a prétendu entretenir des relations étroites avec deux confréries « initiatiques » catholiques censée exister depuis le XVe siècle: L'Estoile Internelle et la Fraternité des Chevaliers du Divin Paraclet dont l'existence même est disputée.
Durant la Seconde Guerre mondiale, sa maison sera réquisitionnée par l'armée occupante, mais il sera autorisé à y demeurer. Il put ainsi continuer ses recherches autant que son état de santé le lui permettait.
Sur un plan plus personnel, il épousa mademoiselle Hélène Ribière en 1933, alors qu'il était âgé de 62 ans. Celle-ci décèdera dix ans plus tard. Il lui survivra quelques années et s'éteindra à son tour le 26 décembre 1946, des suites d'une maladie glandulaire incurable, laissant de nombreuses notes  et plusieurs manuscrits inachevés. Il avait 75 ans .

## Le Bestiaire du Christ
Le genre littéraire a son origine vers le IIe siècle après Jésus-Christ, par un texte anonyme rédigé en grec ancien, le Physiologos. Le texte fut l'objet de nombreuses traductions, et donna naissance au Moyen Âge aux bestiaires. On vit ensuite se développer des ouvrages encyclopédiques, la thématique se rapprocha de plus en plus des « sciences naturelles ».
D'où le souhait de Louis Charbonneau d'œuvrer dans le sens d'un retour à la symbolique pure, plus conforme à l'esprit de l'Église catholique.
Charbonneau Lassay à propos de son ouvrage indique « .... les animaux qui sont entrés, au cours des siècles, dans la couronne emblématique du Sauveur [représenteront]... Le tiers environ de l'ensemble, c'est-à-dire un fort premier volume sur trois, qui sont en projet, avec la reproduction de sept ou huit cents documents iconographiques. [...] Ce premier volume, le Bestiaire du Christ, portera sur trente-trois quadrupèdes, vingt-neuf oiseaux, douze animaux aquatiques, cinq reptiles et onze insectes, plus, sur seize animaux sataniques, antithèses des autres ; soit quatre-vingt-cinq chapitres environ. [...] Le reste de l'ouvrage comprendra, [.....] d'abord le rôle emblématique et christique des Végétaux, des Animaux, des phénomènes du Ciel et de l'Atmosphère, et les emblèmes d'ordre géométrique : ce sera le IIe volume ; il comportera cinquante-deux chapitres au moins. Le IIIe volume, en soixante chapitres, traitera des objets emblématiques, des signes graphiques, des symboles d'ordre liturgique, de l'iconographie des personnages mythologiques, paoeens ou bibliques qui ont été regardés comme des figures du Christ, enfin du symbole suprême de son Coeur ouvert et rayonnant. C'est donc un ensemble de plus de trois cents chapitres à écrire et de quinze-cents à deux mille gravures à tailler dans le bois. Je puis assurer que si, au début de mes recherches, j'avais pu prévoir le développement que comporte, qu'impose impérativement un tel sujet, je n'aurais jamais pensé de l'entreprendre. »,.
Le 7 décembre 1996, dans le cadre d'un colloque organisé à Loudun, pour la célébration du cinquantenaire de la mort de Louis Charbonneau-Lassay, l'historien des religions Pier Luigi Zoccatelli a présenté la genèse du Bestiaire : en quelles circonstances l'idée en a été "suggérée" à Louis Charbonneau-Lassay; quelles difficultés il dut surmonter en amont et en aval de sa rédaction (il n'est pas possible d'en reproduire de larges extraits ni d'en faire le résumé pour le respect du droit d'auteur)
L'ouvrage parut en 1940. En 1943, un incendie détruisit la moitié du tirage (dans un  entrepôt des Éditions Desclée de Brouwer, à Bruges, en Belgique). Il sera réédité par plusieurs maisons d'édition (cf. bibliographie) ,,,,,. Selon une lettre de Charbonneau-Lassay à René Guénon du 18 août 1945 conservée au Caire, l’auteur rapporte que la destruction du tirage du Bestiaire par incendie était due à un accident électrique: “Mon pauvre Bestiaire a eu toutes les malchances. Sorti des presses de Desclée, à Bruges, en pleine occupation, une centaine d’exemplaires seulement ont pu franchir – en fraude m’a-t-on dit – la frontière française ; et personnellement je n’en ai pu avoir que très peu. Et puis en décembre dernier tout le reste de l’édition a flambé avec la maison Desclée... par suite d’un court-circuit fortuit, a-t-on dit.”.

## Les Confréries initiatiques
Louis Charbonneau Lassay mentionne avoir entretenu des relations avec deux organisations  chrétiennes à caractère initiatique, fondées au XVe siècle.
La première s'appelait l'Estoile Internelle, Confrérie des plus fermées, puisque le nombre de ses membres était statutairement limité à douze , cooptés à vie, chacun d'eux devant désigner son successeur avant sa mort. Le «Major», au début du XXe siècle, en était le Chanoine Barbot (1841-1927). En cette qualité, celui-ci remit à Louis Charbonneau Lassay, entre 1925 et 1927, quelques documents iconographiques remontant aux origines de la fondation de la Confrérie, dans le but de lui faciliter ses recherches relatives au Bestiaire.
La seconde Confrérie, la Fraternité des Chevaliers du Divin Paraclet, était également dirigée par le même Chanoine, sous le titre de «Chevalier Maître». Elle était tout aussi secrète que la première, mais plus ouverte aux postulants, le nombre de ses membres n'étant pas limité.
Un lien subtil reliait entre elles les deux confréries, ainsi qu'il apparaît dans une lettre de Marcel Clavelle (1905-1988) au sujet du Paraclet.
En effet, selon Charbonneau Lassay, vers la fin du XIXe siècle, quand la Fraternité du Paraclet fut mise en sommeil, ses archives furent confiées au Chanoine, probablement en sa qualité de «Major» de l'Estoile, avec mission d'œuvrer pour son réveil dès que possible.
En 1925, le réveil n'ayant pu être organisé, faute de postulants « initiables », le Chanoine, qui sentait sa fin proche, fit une double transmission à Louis Charbonneau-Lassay: l'initiation du Paraclet, et la mission de terminer ce que lui-même n'avait pu mener à son terme.
La documentation disponible à ce propos est limitée, Louis Charbonneau ne s'étant jamais montré disert à ce sujet. Tout juste évoqua-t-il  que « de singulières circonstances m'ont permis d'avoir, sur plusieurs groupements hermético-mystiques du Moyen Âge, et sur leurs doctrines et pratiques symboliques, une source d'information qui ne relève pas de l'ordinaire domaine de la biographie et qui est, pour le moins, tout aussi sûre ».
Si le Paraclet était en sommeil depuis près d'un demi-siècle, l'occultisme était dans l'air du temps. Les  « organisations anti-traditionnelles, occultistes, pseudo-religieuses et pseudo-initiatiques », selon les termes de René Guénon, se multipliaient. Aussi, les Catholiques pratiquants qui souhaitaient intégrer une société initiatique authentique, sans être en désaccord avec les Autorités Ecclésiastiques, ne savaient pas à quelle porte frapper en toute confiance. Certains allèrent même jusqu'à « passer à l'islam », comme Marcel Clavelle, bien que se disant profondément chrétiens, tant leur soif d'initiation était forte.
Fort de ce constat, Louis Charbonneau-Lassay, qui souhaitait qu'une authentique initiation chrétienne perdure, se décida enfin, en 1938, à « réveiller » la Fraternité du Paraclet, à la demande insistante de Marcel Clavelle . Il semblerait que René Guénon ait joué un rôle non négligeable en la circonstance, et qu'il serait intervenu en qualité d'avis autorisé et de conseil, son autorité en la matière étant incontestée. Il aurait d'ailleurs encouragé ce « réveil », et assurait qu'il n'était pas incompatible de recevoir plusieurs initiations.
Cette attitude de René Guénon, lui-même engagé dans la voie de l'islam, était conforme à l'enseignement d'un de ses Maîtres, le sheikh Abder-Rahman Elîsh El-Kebîr, maître soufi de la Confrérie  Chadhiliyya, à laquelle il adhérait et Grand Mufti Malékite d'Égypte. Celui-ci œuvrait au rapprochement  de l'islam et du christianisme, et possédait des connaissances étendues en symbolisme universel, qu'il soit islamique, chrétien ou maçonnique.
Des éléments d'une  « méthode initiatique » sont apparus tardivement. Charbonneau-Lassay aurait fini par se rappeler que le chanoine Barbot lui aurait transmis une pratique à caractère "mantrique" (répétition de Veni Creator); la chose ne lui serait revenue en mémoire qu'après que Guénon ait fait remarquer précisément l'absence (ou la perte) de tout élément  méthodique permettant de conclure à l'existence d'un caractère vraiment initiatique  . L'histoire des pratiques en usage dans l'Ordre est décrite par Zoccateli et  n'est pas sans rappeler un autre écrit, à savoir le texte anonyme supposément ancien: Sept instructions aux frères en saint Jean (publié par Arma Artis, Paris, 1986).
L'histoire et l'historique de la Fraternité du Paraclet, ont été étudiés par le sociologue italien Pier Luigi Zoccatelli, dans son ouvrage Le lièvre qui rumine, Autour de René Guénon, Louis-Charbonneau Lassay et la Fraternité du Paraclet (1999), lequel comporte de nombreux documents inédits parmi lesquels un document signé par Georges Tamos et daté du 31 décembre 1951 annonçant la « mise en sommeil » de la fraternité du Paraclet. Les statuts présumés de la Fraternité ont été publiés pour la première fois par Frédéric Luz dans le no 37 de La Place Royale.
Mark J. Sedgwick, a émis la thèse selon laquelle  ces confréries auraient été inventées de toutes pièces par Charbonneau-Lassay pour éviter la fuite de chrétiens vers d'autres religions non chrétiennes, à commencer par l'Islam. Il se trouve  en effet qu'aucun document d'époque ni aucune trace historique de ces confréries n'ont jamais été produits. Il est suivi en cela par l'historien  Pierre Mollier, Grand-Archiviste du GODF et conservateur du Musée de la franc-maçonnerie.

## Publications
Une bibliographie presque complète a été établie par l'historien Pier Luigi Zoccatelli (listage des articles publiés, titres, dates de publication, revues...), comprenant également les listes: des traductions en italien, anglais et espagnol; des recueils posthumes ; des articles, ouvrages et opuscules divers, autour de l'œuvre de Louis Charbonneau-Lassay, rédigés en différentes langues, par plusieurs chercheurs et universitaires européens

### Ouvrages
- Les châteaux de Loudun, d'après les fouilles archéologiques de M. Moreau de la Ronde, Éditions Louis Blanchard, Loudun (1915);
- Le Cœur rayonnant du donjon de Chinon attribué aux Templiers, Secrétariat des œuvres du Sacré-Cœur/ Beaux-Livres, Fontenay-le-Comte (1922); réimprimé par Archè, Milan (1975);
- Le Bestiaire du Christ. La mystérieuse emblématique de Jésus-Christ, Desclée de Brouwer, Bruges (1940); réédité par Archè, Milan (1974, 1975,1994) et Albin Michel, Paris (2006);
- Héraldique Loudunaise, Presses Sainte-Radegonde, La Roche Rigault à Loudun (1996).

### Revues dans lesquelles L.C-L publia des articles
- Revue du Bas-Poitou (de 1892 à 1941, 60 articles);
- Revue de l'École d'Anthropologie de Paris (de 1903 à 1905, 3 articles);
- Bulletin de la Société des antiquaires de l'Ouest (de 1910 à 1925, 10 articles);
- Revue REGNABIT (de 1922 à 1929, environ 80 articles);
- Revue La semaine Religieuse du Diocèse de Poitiers (1927, 1 article);
- Revue Atlantis (de 1929 à 1937, 4 articles);
- Revue Le Rayonnement intellectuel (de 1931 à 1939, 50 articles);
- Revue Le Voile d'Isis (1935, 1 article);
- Revue Les Éditions Traditionnelles (1937, 1 article et 3 reprises posthumes);
- Diverses revues internationales (entre 1970 et 1991, reprise de plusieurs articles).

### Recueils posthumes
- L'Ésotérisme de quelques symboles géométriques chrétiens, notice introductive par Georges Tamos, appendice par René Mutel, Paris, Les Éditions traditionnelles, 1960;
- Études symboliques chrétiennes (2 volumes), Gutenberg reprints-Bailly, Paris (1981-1986). Regroupement presque complet des articles parus dans REGNABIT et Le Rayonnement Intellectuel, et n'ayant pas été repris par L.C-L dans le Bestiaire;
- Diverses traductions d'articles en italien, espagnol anglais (entre 1983 et 1995).

### Autres et divers
- Le vulnéraire du Christ: La mystèrieuse emblématique des plaies du corps et du cœur de Jésus-Christ, avant-propos de PierLuigi Zoccatelli, préface de Gauthier Pierozak, Paris, Gutenberg reprints-Bailly (2018). Reconstitution de l'ouvrage égaré de Louis Charbonneau-Lassay d'après ses archives personnelles,  (ISBN 978-2-86554-103-4).